# ひがし大雪自然館
ひがし大雪自然館(ひがしたいせつしぜんかん)は、北海道河東郡上士幌町にある、上士幌町ひがし大雪博物資料館と環境省ぬかびら源泉郷ビジターセンターからなる連携施設。
建物は環境省と上士幌町による合築である。

## 概要
大雪山国立公園内の天望山麓、東大雪地域に所在する。前身のひがし大雪博物館が建物の老朽化と展示更新の必要性から2012年11月1日に閉館した。大雪山国立公園の東大雪地域を中心とする自然・歴史・地域情報の発信と環境教育を行う活動拠点として、環境省と上士幌町が整備し2013年5月1日に開設した。ひがし大雪博物館の展示物、収蔵物を引き継いでいる。

## 展示
博物館では糠平湖や音更川水系の河川などに生息する魚類や水生昆虫を中心に、東大雪地域の生物を生きたまま展示している。夏季はクワガタムシなどの昆虫も展示している。
ビジターセンターでは大雪山国立公園と世界の昆虫標本を約5000点展示している。北海道で既に絶滅したエゾオオカミなどの動物や、ウチダザリガニなどの外来種、ヒグマやエゾシカをはじめとする哺乳類、シマフクロウやオオワシなど鳥類の剥製の展示、高山や森林の自然をジオラマで再現し、キンメフクロウやエゾナキウサギの声を聴くことができる。約2万年前にさかのぼる旧石器時代の遺物や黒曜石、アイヌの人々の暮らしについても展示をしている。また北海道大学地震火山研究観測センターと協力し地震計を設置し近郊の地震活動の観測状況を展示している。

## アクセス
鉄道
- JR帯広駅から自動車で1時間40分

- JR旭川駅から自動車で2時間30分

バス
- 十勝バスぬかびら線
  - 帯広駅バスターミナル-ぬかびら源泉郷営業所前
- 十勝バスノースライナー
  - 旭川駅前-ぬかびら源泉郷

各都市との距離
| 出発地 | 距離  | 所要時間    |
| ------ | ----- | ----------- |
| 帯広市 | 60km  | 約1時間30分 |
| 旭川市 | 130km | 約3時間     |
| 北見市 | 150km | 約3時間     |
| 釧路市 | 180km | 約3時間30分 |
| 札幌市 | 240km | 約4時間     |
| 函館市 | 300km | 約7時間     |
| 留萌市 | 315km | 約8時間     |